# Irak na Letnich Igrzyskach Olimpijskich 1960
Irak na Letnich Igrzyskach Olimpijskich 1960 reprezentowało 21 zawodników (wszyscy to mężczyźni). Reprezentanci Iraku zdobyli 1 brązowy medal na tych igrzyskach.

## Zdobyte medale
| Medal | Zawodnik         | Dyscyplina sportowa  |
| ----- | ---------------- | -------------------- |
| Brąz  | Abdul Wahid Aziz | podnoszenie ciężarów |